# Mu Piscis Austrini
Mu Piscis Austrini (14 Piscis Austrini) é uma estrela na direção da constelação de Piscis Austrinus. Possui uma ascensão reta de 22h 08m 22.95s e uma declinação de −32° 59′ 18.2″. Sua magnitude aparente é igual a 4.50. Considerando sua distância de 130 anos-luz em relação à Terra, sua magnitude absoluta é igual a 1.49. Pertence à classe espectral A2V.